# Balle de match
Pour les articles homonymes, voir Balle de match (homonymie).
Balle de match (Drop Shot) est un roman policier américain de Harlan Coben paru en 1996. C'est le deuxième roman de cet auteur dont le héros principal est Myron Bolitar.
Le roman est traduit en français en 2004. 

## Résumé
Une jeune joueuse de tennis, Valerie Simpson, qui projetait de choisir Myron Bolitar comme agent sportif, est assassinée dans la foule lors de l'US Open. Pourquoi a-t-elle essayé de lui téléphoner juste avant de mourir ? La jeune femme, après une brève carrière exceptionnelle, s'était effondrée. Elle a dû être internée à plusieurs reprises dans un hôpital psychiatrique pour dépression, elle n'avait que seize ans à l'époque. Y a-t-il un lien avec son assassinat ?
La police soupçonne du meurtre Duane Richwood, un jeune espoir du tennis, puis Roger Quincy, un fan fou amoureux qui la harcelait.
Myron ne croyant pas en la thèse simpliste de la police va mener son enquête : pour lui, l'assassinat de Valerie ainsi que celui d'Alexander Cross, commis six ans plus tôt et non élucidé, pourraient bien être liés.
Deux adolescents afro-américains avaient été accusés du crime d'Alexander. L'un est mort et l'autre a disparu. Valerie et Alexander étaient fiancés et participaient à la même soirée. 
L'enquête s'annonce difficile pour Myron.

## Personnages
- Myron Bolitar : agent sportif et fondateur de MB Sport, c'est un ancien basketteur de haut niveau. Il a dû mettre un terme à sa carrière à la suite d'une blessure au genou. Il est avocat mais n'a jamais exercé, ancien agent du FBI, il est spécialiste des arts martiaux.

- Windsor Horne Lockwood, 3e du nom surnommé « Win » : est un conseiller financier, il est ami depuis l'université avec Myron. Ils font équipe pour les enquêtes. Féru aux arts martiaux, il aime la justice et peut se montrer violent envers ceux qui ne la respectent pas.

- Esperanza Diaz : ancienne catcheuse professionnelle sous le nom de "Petite Pocahontas", elle est la secrétaire et l'amie de Myron. Elle suit des cours du soir pour devenir avocate.

- Frank Ache : est un membre éminent de la Mafia new-yorkaise, sous couverture d'une compagnie d'agents sportifs. C'est le pire ennemi de Myron et de Win.

- Bradley Cross :  sénateur de Pennsylvanie, Alexander était son fils, il a tout fait pour protéger sa mémoire.

- Pavel Menansi : ancien joueur de basket, il dirige un centre d'entraînement pour futurs champions. Il était l'entraîneur de Valerie.